# Terytorium Alabamy

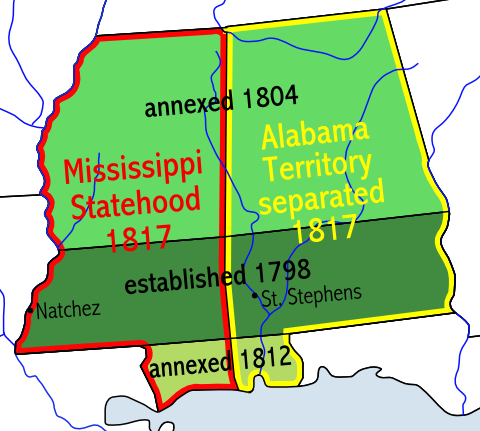
Terytorium Alabamy

Terytorium Alabamy – terytorium zorganizowane powstałe poprzez secesję 3 marca 1817 roku z Terytorium Missisipi. Stolicą zostało leżące nad rzeką Tombigbee St. Stephens, a jedynym gubernatorem William Wyatt Bibb. Aktem Kongresu Stanów Zjednoczonych z dnia 14 grudnia 1819 roku, Alabama została przyjęta do USA jako dwudziesty drugi stan.